# Chleny, Rychnov nad Kněžnou
Chleny là một làng thuộc huyện Rychnov nad Kněžnou, vùng Královéhradecký, Cộng hòa Séc.